# I Don't Care Anymore
I Don't Care Anymore è un singolo del cantante britannico Phil Collins, pubblicato nel 1983 ed estratto dall'album Hello, I Must Be Going!. Il brano è presente nel videogioco GTA V.

## Premi
Nell'ambito dei Grammy Awards 1984, il brano ha permesso a Phil Collins di ottenere la sua prima candidatura ai Grammy nella categoria miglior interpretazione vocale rock maschile, perdendo tuttavia appannaggio della canzone Beat It di Michael Jackson.

## Cover
Nel 2016 il gruppo groove metal Hellyeah ha realizzato una cover del brano, presente nell'album Undeniable.

## Tracce
- 7"

1. I Don't Care Anymore
2. The West Side

- 12"

1. I Don't Care Anymore
2. Don't Let Him Steal Your Heart Away
3. And So to F (live)

## Formazione
- Phil Collins – tastiera, batteria, voce
- Daryl Stuermer – chitarra